# スピリット オブ ビール/ビエンヌ
スピリット オブ ビール/ビエンヌは、スイスのビール工科大学で開発された一連のソーラーカーである。1990年にスピリットオブビール/ビエンヌIIはワールド・ソーラー・チャレンジで優勝した。3000kmを平均時速65.2kmで走破した。
これらの車両が製造された:
- スピリット オブ ビール/ビエンヌ I (1987, 3位)
- スピリット オブ ビール/ビエンヌ II (1990, 優勝)
- スピリット オブ ビール/ビエンヌ III (1993, ホンダ ドリームの次点で2位)
- Schooler (1996年にホンダ ドリームの次点で2位)
- Swisspirit, ワールド・ソーラー・チャレンジ 2009に参加

このチームの(電動機のような)多くの技術は後にNunaで使用された。